# Cancello ed Arnone
Cancello ed Arnone est une commune de la province de Caserte dans la région Campanie en Italie.

## Administration
| Période                                  | Période  | Identité           | Étiquette | Qualité |
| ---------------------------------------- | -------- | ------------------ | --------- | ------- |
| 30 mai 2006                              | En cours | Pasqualino Emerito |           |         |
| Les données manquantes sont à compléter. |          |                    |           |         |

### Hameaux
Arnone

### Communes limitrophes
Casal di Principe, Castel Volturno, Falciano del Massico, Grazzanise, Mondragone, Villa Literno